# Théodore Jonet

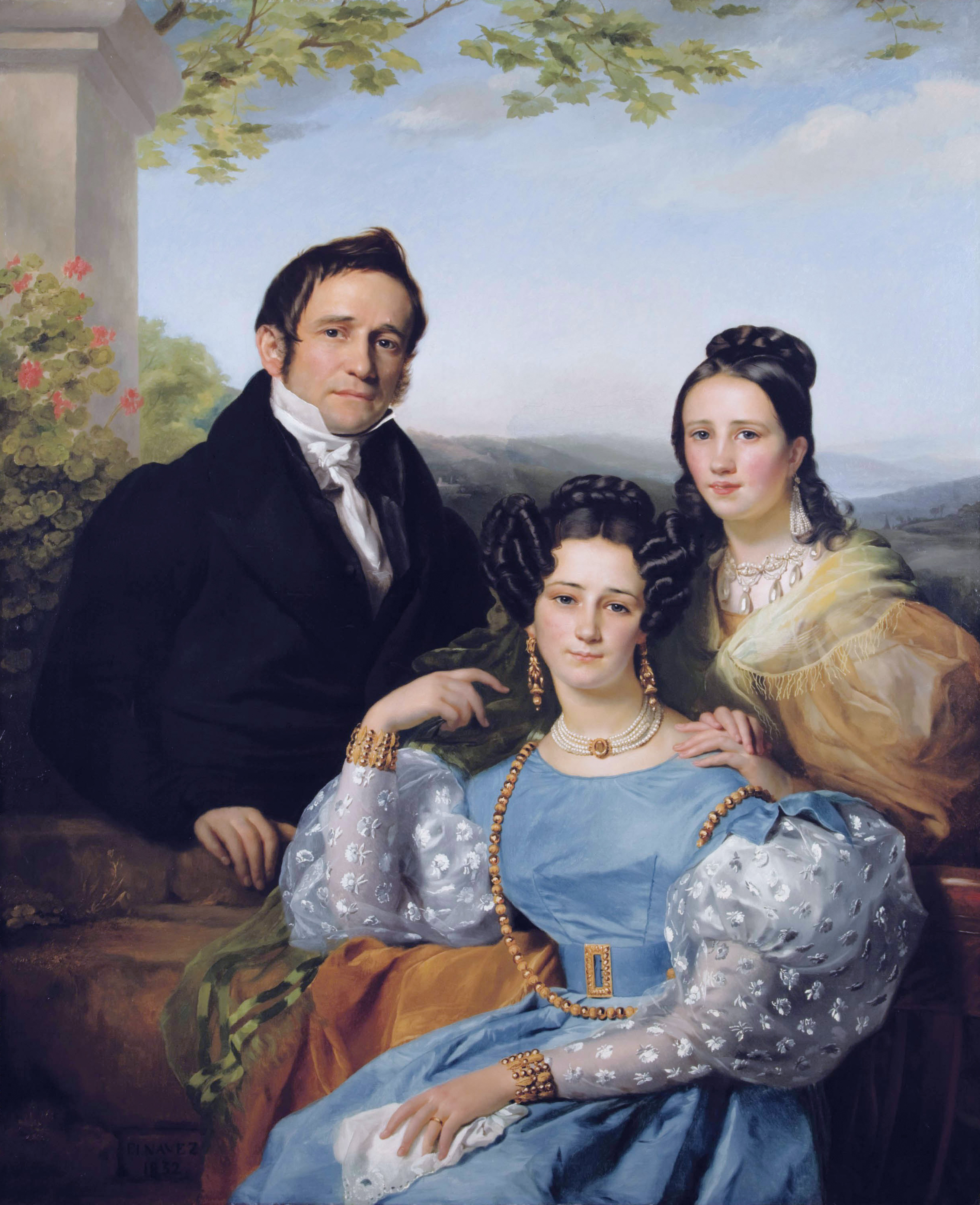
Théodore Jonet met zijn twee dochters. Schilderij door François-Joseph Navez (1832)

Théodore Joseph Jonet (Sart-Dames-Avelines, 9 februari 1782 - Brussel, 25 maart 1862) was een Belgisch volksvertegenwoordiger.

## Levensloop
Jonet was een zoon van Philippe Jonet en van Marie-Thérèse Mathy. Hij trouwde met Marie-Thérèse Lemaire. 
Gepromoveerd tot licentiaat in de rechten (1807) aan de École de Droit in Brussel, werd hij hoogleraar rechten aan de ULB (1836-1847).
Hij was vanaf 2 oktober 1830 raadsheer en van 1840 tot 1859 kamervoorzitter aan het hof van beroep van Brussel.
In 1831 werd hij verkozen tot liberaal volksvertegenwoordiger voor het arrondissement Nijvel en vervulde dit mandaat tot in 1833. Hij werd opnieuw volksvertegenwoordiger van 1841 tot 1848.